# Willem de Zwijgerkerk (Amsterdam)
De Willem de Zwijgerkerk is een protestantse kerk aan de Olympiaweg in Amsterdam-Zuid.
Het is een "wijkkerk" van de Protestantse Kerk (PKN) in Amsterdam.

## Geschiedenis
De kerk is in 1931 gebouwd naar ontwerp van Cornelis Kruyswijk voor de Nederlandse Hervormde Kerk in de Stadionbuurt in Amsterdam-Zuid. In hetzelfde bouwblok zijn in 1930/1931 tevens een wijkgebouw "Moria" (aan de Speerstraat) en een bejaardenhuis (nu studentenhuis) (aan de Olympiakade) gebouwd.
De glas-in-loodramen in de kerk, ontworpen door Kees Kuiler, verbeelden de kerkelijke feesten Kerstmis, Pasen en Pinksteren. Bij de renovatie van 1995 is ook een licht-kunstwerk aangebracht.
Het interieur van de kerk is in 1968, 1982 en 1995 veranderd.
Het orgel is gebouwd door Gerrit van Leeuwen en in 2008 gerestaureerd.
In 2011 is de kerktoren gerestaureerd.

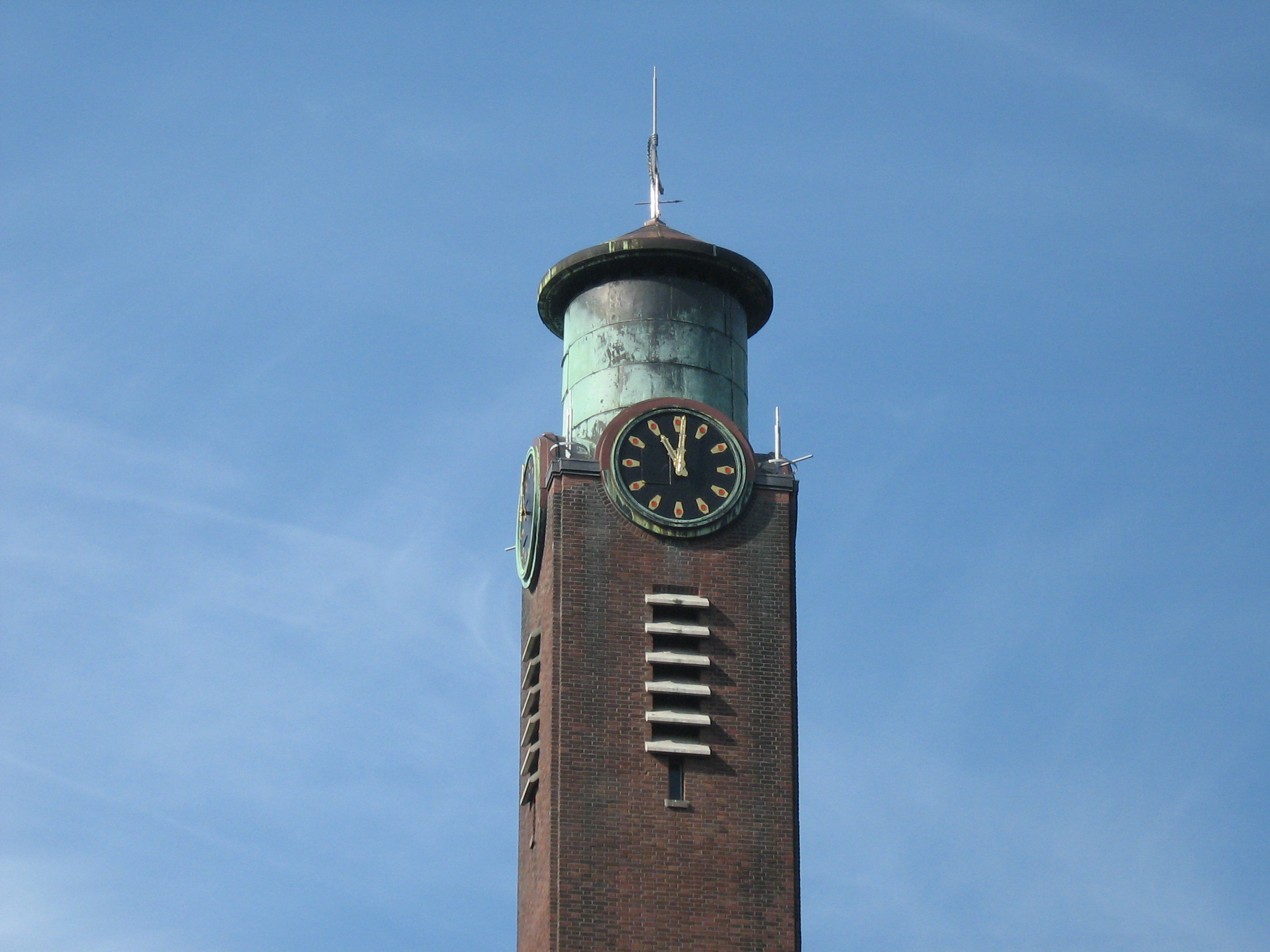
Toren
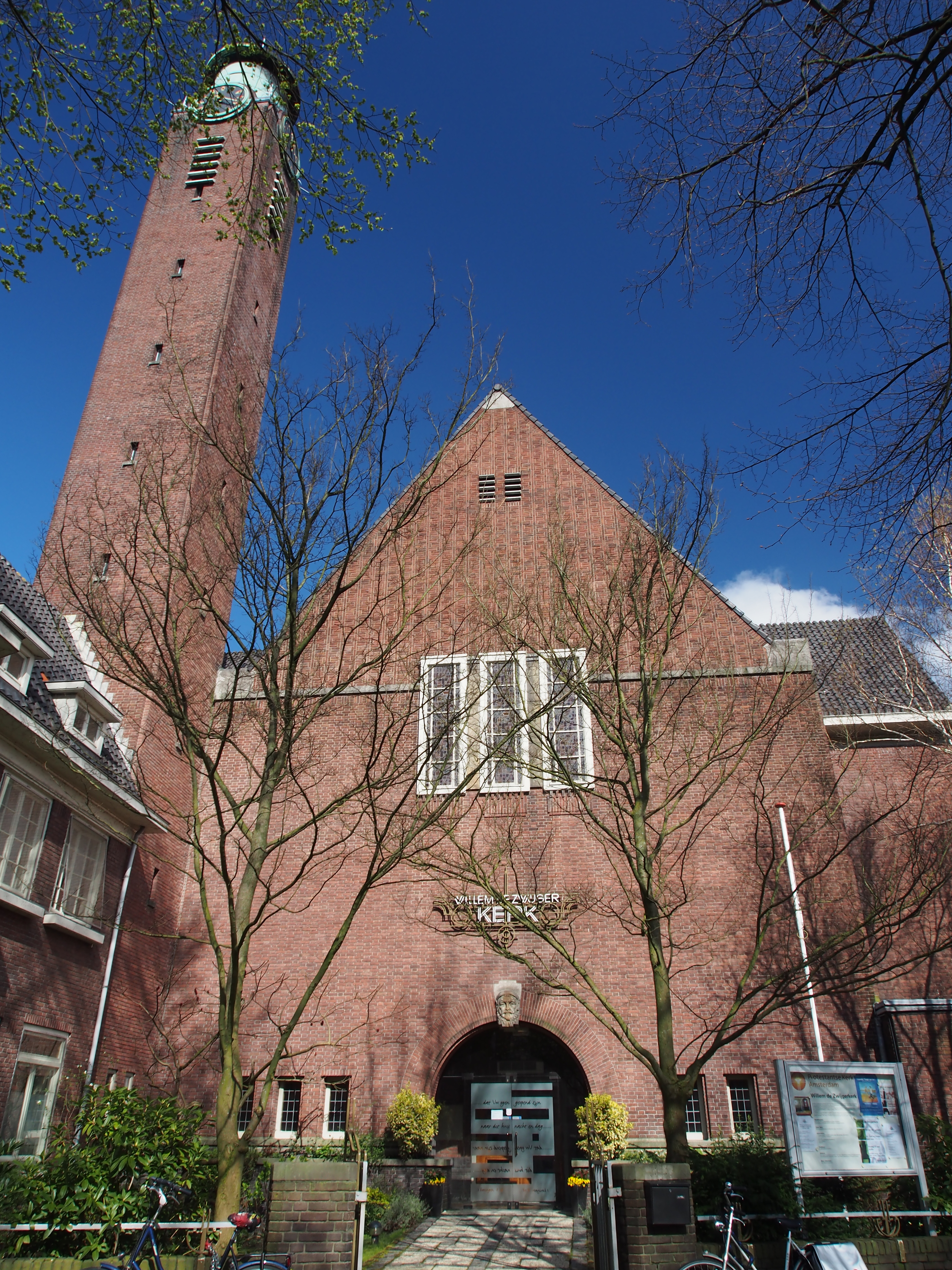
Vooraanzicht
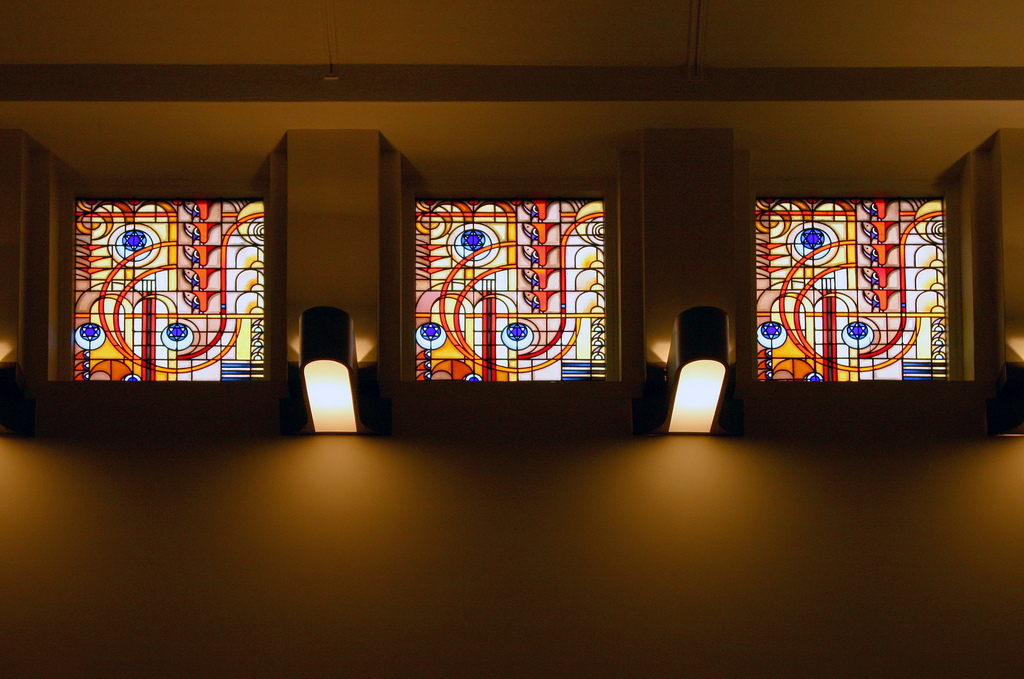
glas-lood-ramen